# Ruzajevka
Ruzajevka (oroszul: Рузаевка, moksa nyelven Орозай, erza nyelven Оразай ош) város Oroszországban, Mordvinföldön, a Ruzajevkai járás székhelye.
Lakossága: 47 523 fő (a 2010. évi népszámláláskor).

## Elhelyezkedése
Szaranszktól 25 km-re délnyugatra, az Inszar (az Alatir mellékfolyója) partján helyezkedik el.
Nagy vasúti csomópont a Rjazany–Ruzajevka–Szaranszk–Krasznij Uzel (és onnan tovább Kazany, illetve Nyizsnyij Novgorod) irányú, valamint a Rjazany–Ruzajevka–Inza (és onnan tovább Uljanovszk, illetve Szizrany–Szamara) irányú fővonalon; elágazás vezet délre, Penza felé is.

## Története
A 17. században keletkezett azon a földterületen, melyet 1631-ben Urazaj tatár murzának adományoztak fegyveres szolgálatáért (az ún. szluzsilije ljugyi-k egyike volt). Ruzajevka (eredeti nevén Urazajevka) később jobbágyaival együtt egy orosz tiszt, majd egy hivatalnokcsalád kezére került. 1869-ben a Penzai kormányzósághoz tartozó falunak 652 lakosa és két temploma volt.
Az 1890-es években, a Moszkva–Kazany vasútvonal és az itteni állomás megépítésével a település gyors fejlődésnek indult. 1905-ben a vasúti dolgozók támogatták a forradalmi mozgalmat és sztrájkbizottságot alakítottak, amit később fegyveres megtorlás követett.
1918-ban ujezd székhelye lett és városi rangot kapott. (Más forrás szerint 1937-ben lett város.)

## Gazdasága
A város Mordvinföld jelentős ipari központja. Gazdaságának fontos része a vasút. 
- A gépipart elsősorban a köztársaság gazdaságában is kiemelkedő jelentőségű Ruzhimmas részvénytársaság képviseli. A rövidítés a ruzajevkai vegyipari gépgyártó vállalatot jelenti, mely vegyipari, földgáz- és olajipari berendezések készítése mellett egyre inkább speciális vasúti kocsik, konténer-ciszternák gyártására szakosodott.
- Az 1982-ben létesített Viszmut gyár 1994-ben részvénytársasággá alakulva egy ideig integrált áramköröket készített. Az 1990-es évek válságos évei után több alkalommal is profilváltásra kényszerült.[3]
- Néhány régi vállalat a bezárás sorsára jutott. A Liszma–Ruzajevka gépipari cég 2010-ben, a világítástechnikai áruk gyára 2013-ban szűnt meg.[4][5]
- Az 1973-ban alapított műanyagipari gyár a 2000-es évektől kezdve Ruzajevkai Polimer Rt néven működik tovább.[6]

Egyéb iparágak közül jelen van a textilipar (Ruzteksz kötöttárugyár), az építőanyagipar (kerámiai áruk gyára) és az élelmiszeripar is.

## Felsőoktatás
- Több mint ötven éve itt működik a szaranszki állami egyetem egyik részlege, a Ruzajevkai Gépipari Főiskola[8]
- A  Szamarai Közlekedési Egyetem kihelyezett, levelező tagozata 1964 óta képez vasúti mérnököket a városban.[9]